# Albanese Rivièra

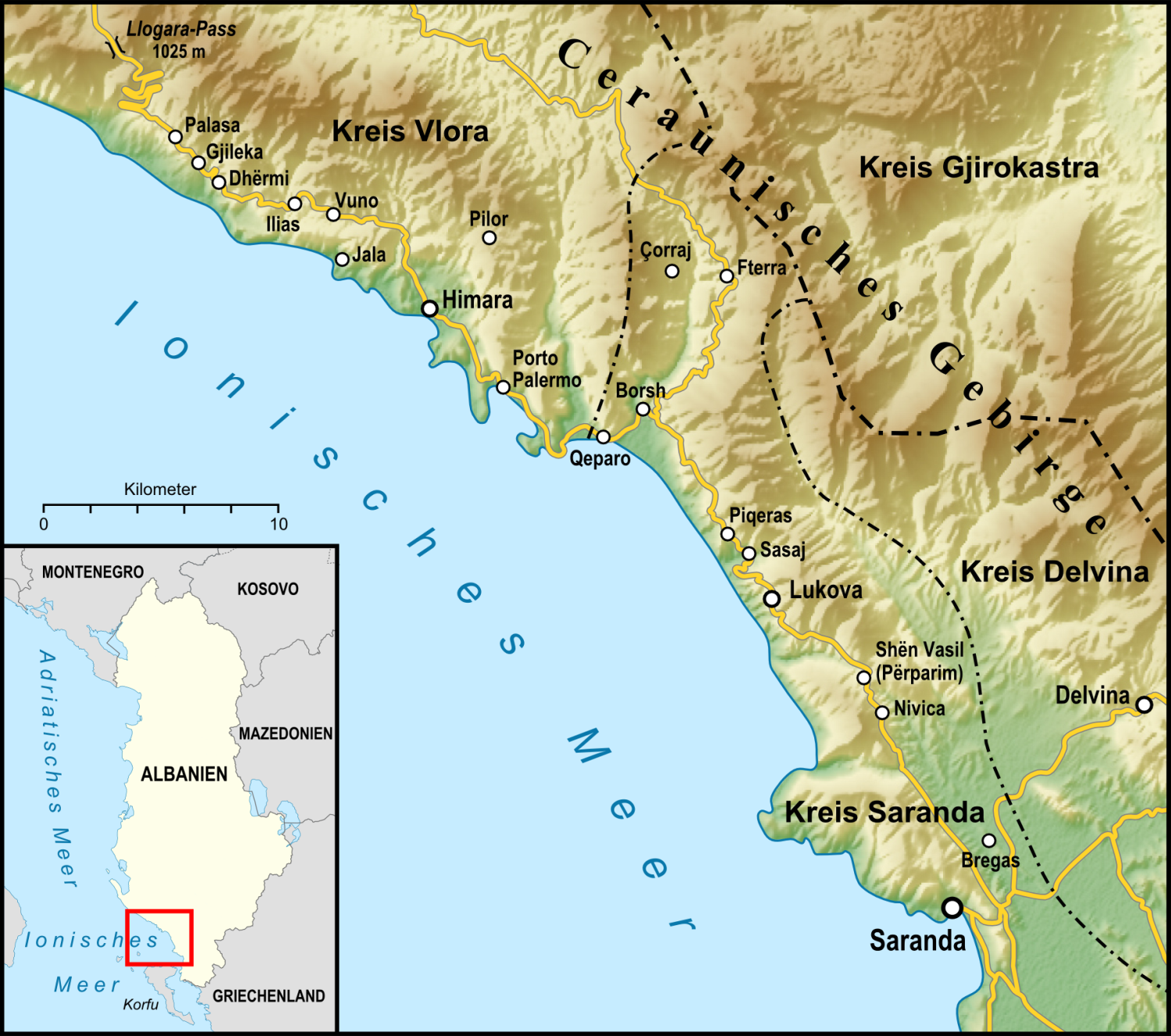
Duitstalige kaart van de Albanese Rivièra en nabije omgeving

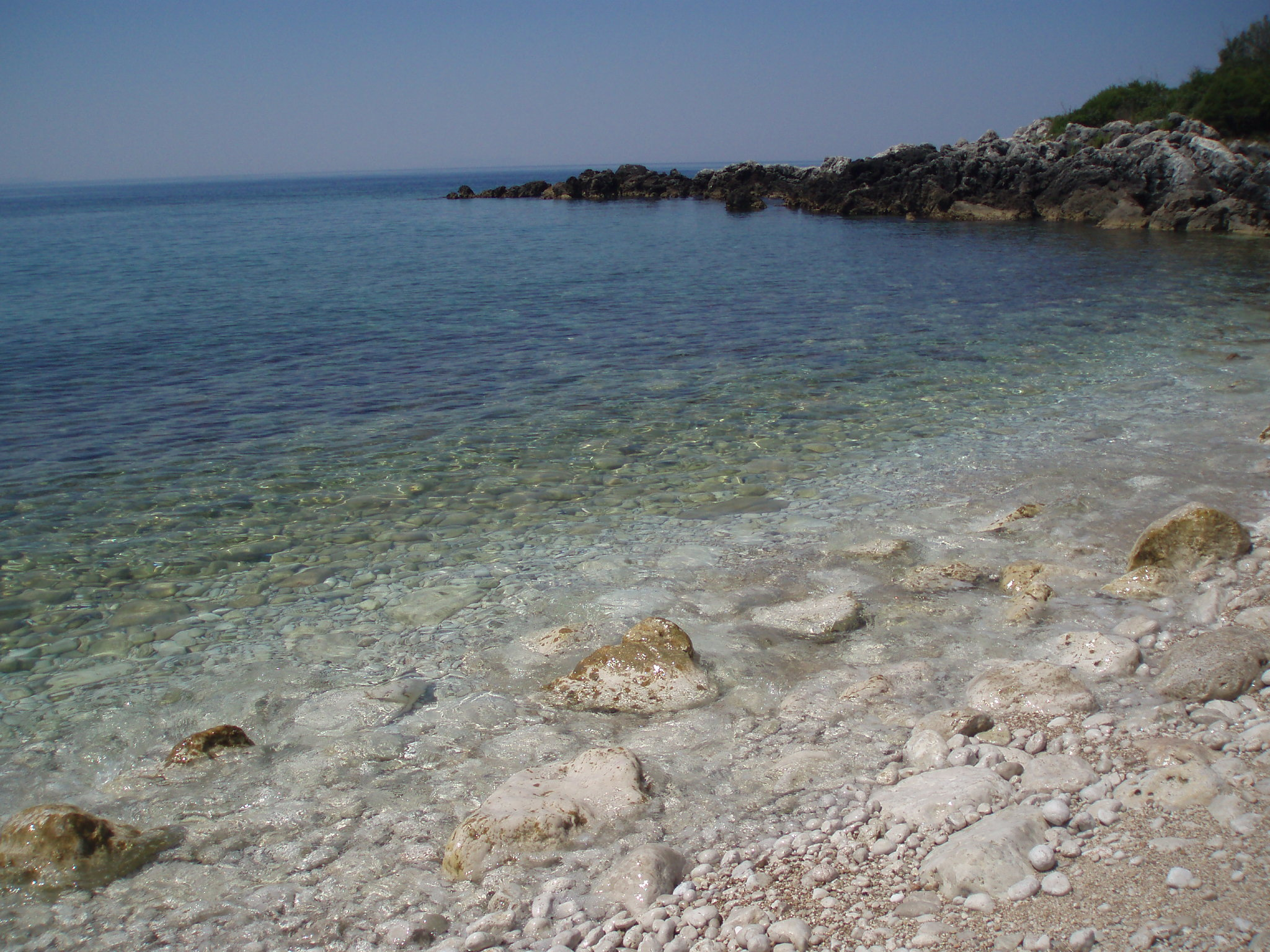
Strand bij Himarë

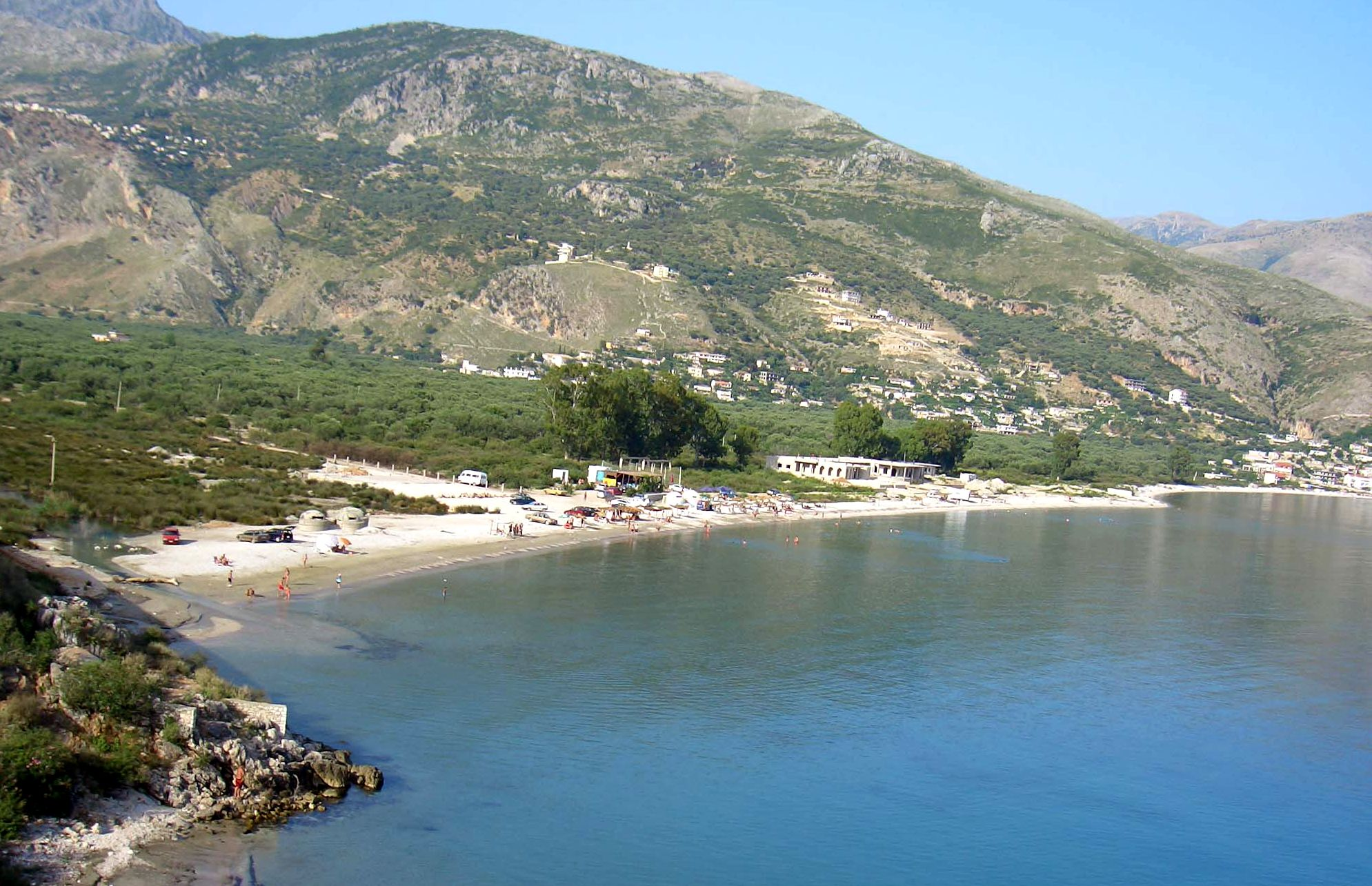
Het strand van Qeparo bij Himarë

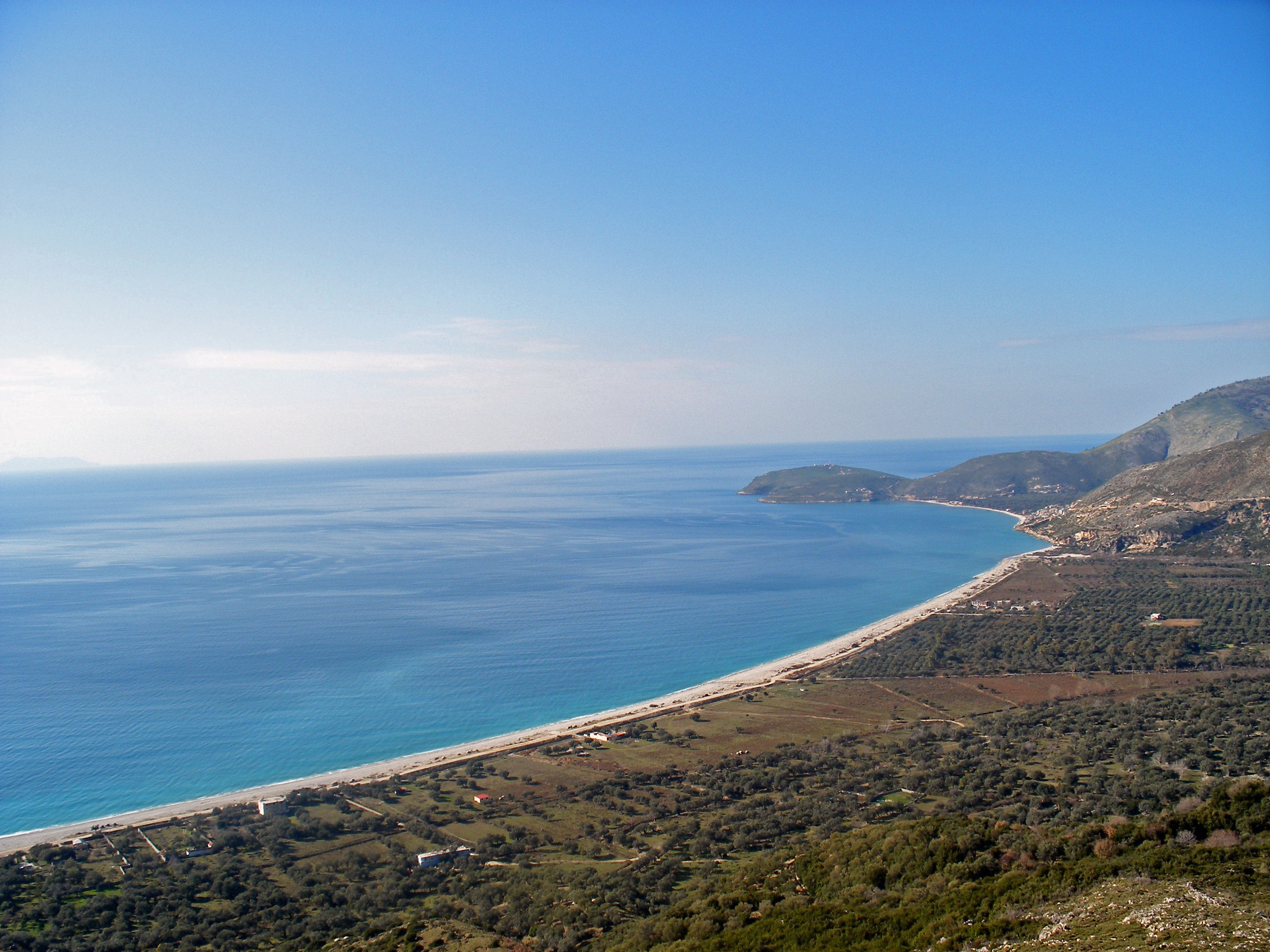
Panorama over de kustlijn bij Borsh, gemeente Lukovë

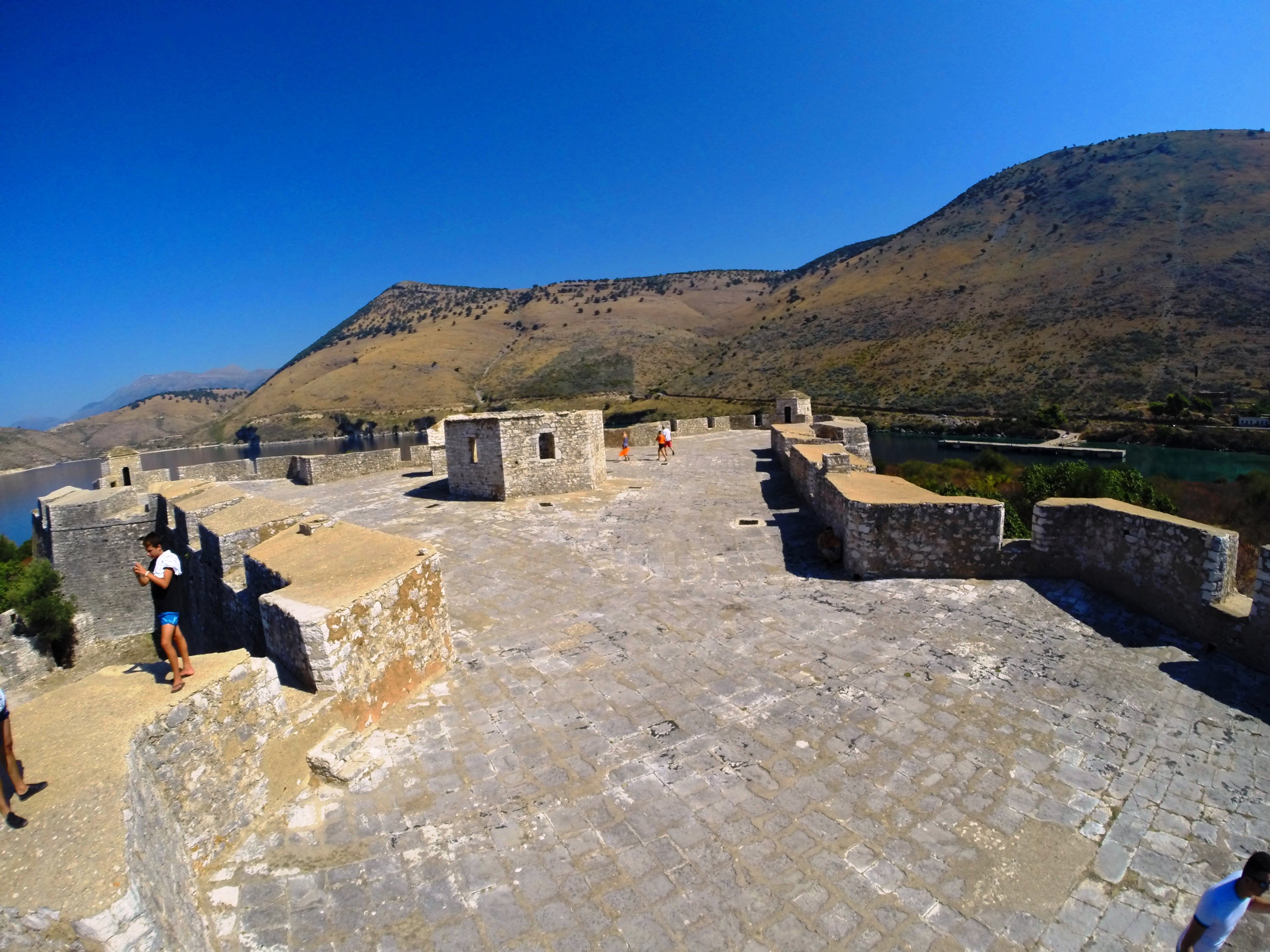
Het kasteel van Porto Palermo

Met de term Albanese Rivièra (Albanees: Riviera Shqiptare, informeel Bregu, 'de kust') wordt een groot deel van het Ionische gedeelte van de Albanese kustlijn aangeduid. Het gebied wordt over bijna de hele lengte gekenmerkt door bergflanken die steil richting de kust afdalen, witte zand- of kiezelstranden en badplaatsen die relatief populaire vakantiebestemmingen zijn geworden.

## Geografie

### Begrenzing
De Albanese Rivièra loopt van de Llogara-bergpas (1027 m) in het noorden, de scheiding tussen de Adriatische en de Ionische Zee, tot net boven de districtshoofdplaats Sarandë, nabij de Griekse grens. Hoewel Sarandë en de nog zuidelijker gelegen gemeente Ksamil toeristisch bijzonder ontwikkeld zijn, worden deze plaatsen gewoonlijk niet tot de eigenlijke Rivièra gerekend. Het gebied wordt van de rest van het land gescheiden door de bergketen Mali Kanalit, waardoor het uitsluitend via smalle en bochtige wegen te bereiken is.

### Kernen
Het centrum van en de enige stad in de Albanese Rivièra is Himarë, dat tot het district Vlorë in de gelijknamige prefectuur behoort. De plaatsen die tot haar grondgebied behoren, tien in totaal, nemen ruwweg de noordelijke helft van het gebied in. Van noord naar zuid zijn dit:
- Palasë (aan de voet van de Llogarapas)
- Gjilek (ook Gjolek)
- Dhërmi
- Ilias (ook Iljas)
- Vuno
- Jalë
- Himarë
- Qeparo (het gedeelte aan de kust wordt ook afzonderlijk met Qeparo Fushë aangeduid)

Daarnaast zijn er nog de dorpen Kudhës en Pilur, die hogerop in de bergen liggen. Tussen Himarë-stad en Qeparo ligt de kleine Baai van Porto Palermo, waar op een klein schiereiland de gelijknamige vesting Porto Palermo ligt. Dit fort werd volgens bepaalde bronnen door pasja Ali Pasja gebouwd in het begin van de 19e eeuw. Ten zuiden van Qeparo loopt de grens met het district Sarandë, dat eveneens deel uitmaakt van de prefectuur Vlorë. Aan de overkant van de grens ligt de gemeente Lukovë, haar eveneens tien dorpen nemen de zuidelijke helft van de Rivièra voor haar rekening:
- Borsh
- Qazim Pali
- Piqeras
- Sasaj
- Lukovë
- Shënvasil (ook Shën Vasil; onder het communisme Përparim)
- Nivicë-Bubar
- Kakome

Hogerop in de gemeente Lukovë liggen de plaatsen Çorraj en Fterrë. Zuidelijk van groot-Lukovë ligt Sarandë. Himarë en Lukovë tellen samen circa 15.000 inwoners.

## Demografie
Na de val van het communisme kende het gebied een sterke ontvolking; vooral jongere mensen gingen in Griekenland werken. Tegenwoordig wonen daardoor in veel kleinere dorpen vooral nog ouderen.

## Toerisme en ontwikkeling
Rond het jaar 2000 begon de regio zich meer en meer toeristisch te ontwikkelen. Er werden diverse hotels, vakantieverblijven en restaurants gebouwd. In 2008 werd de kustweg, op enkele korte trajecten tussen Himarë en Dhërmi en tussen Borsh en Lukovë na, opnieuw aangelegd. Ook de toegangsweg over de Llogarapas, de SH8, werd vernieuwd of verbeterd. Sinds 2011 zijn ook de doodlopende wegen naar de stranden tussen Dhërmi en Lukovë allemaal opnieuw aangelegd.
De meeste toeristen in de Albanese Rivièra zijn nog steeds Albanezen, vooral uit 's lands grotere steden en uit de diaspora. Sinds 2008 brengen ook Noord-Macedoniërs hun vakantie in de streek door, aangezien buurland Bulgarije voor hen sindsdien uitsluitend nog met een visum toegankelijk is. Buiten Himarë en het toeristisch eveneens sterk ontwikkelde Dhërmi is het landschap van de Albanese Rivièra vrij ongerept gebleven. De Franse hotelketen Club Med had gedurende enkele jaren als eerste West-Europese investeerder plannen voor een hotel in Shënvasil, maar na aanhoudende conflicten met de bevolking over grondeigendom heeft het bedrijf zich opnieuw teruggetrokken.
De Albanese Rivièra werd door de Amerikaanse reisgidsenuitgeverij Frommer's uitgeroepen tot 2012 Top Value Destination.